# コリン・ブリテン
コリン・ニンガム（Colin Cunningham、1986年12月29日-）は、コリン・ドク・ブリテンという芸名で知られるアメリカの作曲家、プロデューサー、ミュージシャンで、ワーナー・チャップル・ミュージックと契約している。2024年9月、リンキン・パークの前ドラマー、ロブ・ボードンの脱退に伴う、再結成以来、バンドのドラムを務めている。
リンキン・パーク加入前は、311、ONE OK ROCKなどの曲を作曲し、プロデュースしていた。

## 経歴
コリン・ブリテンは、2011年「Oh No Fiasco」でドラマーとしてデビューした。Oh No FiascoはFive Seven Musicと契約し、2013年にデビューEP「No One's Gotta Know」をリリース。同年、13曲入りのアルバムをリリースする予定だったが、リリースには至らなかった。バンドはこの年に解散し、2013年3月10日の公演を最後に活動を休止した。その後は、プロデューサーとして活動を続けた。
2024年、アメリカのロックバンド、リンキン・パークに、前ドラマーのロブ・ボードンが再結成したバンドへの加入を辞退したことを受け、新ドラマーとして加入した。ブリテンは、新ボーカリストのエミリー・アームストロングと共に新メンバーの一人となった。